# Правда (журнал, Москва)
«Правда» — ежемесячный журнал искусства, литературы и общественной жизни, выходивший в Москве с января 1904 по 1906 год. Журнал издавался на деньги инженера-путейца, математика и драматурга Валентина Алексеевича Кожевникова (1867—1931).
В журнале принимали участие русские и иностранные социал-демократы, в том числе и большевики: А.Луначарский, М.Ольминский, Анатоль Франс, Поль Лафарг, Роза Люксембург и др.
Реальную редакционную работу осуществляли А.Богданов (Малиновский), курировавший философский отдел, Н.Рожков и М. Н. Покровский, работавшие в отделе общественно-исторических наук, П.Румянцев и М.Лунц, руководившие обозрениями общественно-политической жизни, И.Бунин, занимавшийся литературно-художественным отделом и обеспечивавший «благонадежность» публиковавшихся материалов.
В «Правде» печатались произведения Н.Телешова, Скитальца, Л.Андреева, М.Славинского и ряда других писателей и публицистов. В 1906 г. вышли только два январских номера, остальные были конфискованы.
Настоящий выпуск за август 1905 года издан с цензурными купюрами. В номере содержатся статьи А.Луначарского (о немецком поэте Людвиге Шарфе с публикацией его стихотворений), В.Фриче, стихотворение И.Бунина и ряд других материалов.
Выпуск вышел в августе, спустя несколько месяцев после начала первой русской революции. В номере затронут ряд весьма актуальных тем российской действительности. В августе 1905 года Николай II подписал указ о выборах в так называемую «Булыгинскую» Думу, не получившую дальнейшего воплощения. В одной из статей рассказывается об этом событии, представлен порядок выборов в думу, принципы и условия её функционирования. В статье достаточно прямо показан «охранительный» характер нового органа власти и заведомая неэффективность его будущей работы.
Другие статьи посвящены положению рабочего класса (условиям работы на рудниках), развитию революции в провинции и неправомерных действиях полиции, пытавшейся подавить народные выступления.
Кроме того, в выпуске помещены статьи об истории сектантства в Якутской области (о ссыльных скопцах), умонастроениях немецкой интеллигенции конца XIX века, переводная рецензия Розы Люксембург на одну из работ Карла Маркса, фрагмент воспоминаний Поля Лафарга о Фридрихе Энгельсе.
Как говорилось в одном из цензурных рапортов, многие материалы для «Правды» подбирались «в чистом и неприкрашенном социал-демократическом духе». В конце 1905 года значительная часть коллектива (в том числе А. Луначарский, В. Фриче, А. Богданов) покинула редакцию из-за притеснения властей.
В некоторых других периодических изданиях высказывались критические отзывы на идею и сам факт издания «Правды». Например, в «Весах» появилась заметка, где сообщалось, что некоторые статьи «Правды» пытаются оживить мертвеца — русский марксизм, а также, что журнал «щеголяет разными внешними странностями — форматом, шрифтом, обложкой».
В 1906 «Правда» прекратила свое существование.